# Quinton Peron
Quinton Peron (Mr. Q) (* 13. September 1992) ist ein US-amerikanischer Tänzer, Choreograph und Cheerleader. Gemeinsam mit Napoleon Jinnies war er einer der ersten männlichen Cheerleader in der National Football League (NFL), die als Tänzer in einem Cheerleading-Team engagiert wurden. Beide traten 2019 beim Super Bowl LIII für die Los Angeles Rams auf und schrieben damit Geschichte.

## Karriere
Peron ist ein klassisch ausgebildeter Tänzer und arbeitete vor seiner Zeit bei den Rams als Choreograf. Sein Entschluss, sich für das Cheerleading-Team der Rams zu bewerben, entstand, nachdem er bei einem NBA-Spiel die Laker Girls beobachtete und sich fragte, warum er nicht auch Teil eines solchen Teams sein könnte. Im März 2018 wurde er zusammen mit Napoleon Jinnies in das Cheerleading-Team der Los Angeles Rams aufgenommen. Beide waren damit die ersten männlichen Tänzer, die vollständig in die Choreografien integriert wurden und nicht nur als Stuntmen fungierten. Am 3. Februar 2019 traten Peron und Jinnies beim Super Bowl LIII auf und wurden damit die ersten männlichen Cheerleader, die bei einem Super Bowl auftraten. Ihre Teilnahme wurde als bedeutender Schritt für mehr Diversität und Inklusion im Profisport gewertet.

## Weitere Aktivitäten
Peron arbeitet mit der Sportagentur The Movement Talent Agency zusammen.
Im Jahr 2022 nahm er an der 34. Staffel der CBS-Reality-Show "The Amazing Race" teil.

## Persönliches
Peron ist offen homosexuell und setzt sich für die Akzeptanz von LGBTQ+-Personen im Sport ein. Er berichtete über seine Erfahrungen als schwuler Mann im Profisport und betonte die Bedeutung von Sichtbarkeit und Repräsentation.

## Weiterführende Links
- Quinton Peron bei The Rams